# Daïras de la wilaya d'Annaba
La wilaya d'Annaba est composée de six daïras (circonscriptions administratives), chacune comprenant plusieurs communes, pour un total de douze communes.

## Liste de daïras

Daïras de la wilaya d'Annaba :
1. Annaba
2. Aïn Berda
3. El Hadjar
4. Berrahal
5. Chetaïbi
6. El Bouni

| Daïra     | Nombre de communes | Communes                      | Superficie (km²) | Population (hab.) |
| --------- | ------------------ | ----------------------------- | ---------------- | ----------------- |
| Annaba    | 2                  | Annaba, Seraïdi               | 187              | 264 985           |
| Aïn Berda | 3                  | Aïn Berda, Cheurfa, Eulma     | 397              | 40 802            |
| El Hadjar | 2                  | El Hadjar, Sidi Amar          | 105              | 120 618           |
| Berrahal  | 3                  | Berrahal, Oued El Aneb, Treat | 496              | 49 795            |
| Chetaïbi  | 1                  | Chetaïbi                      | 134              | 8 035             |
| El Bouni  | 1                  | El Bouni                      | 93               | 125 265           |